# Sinaï (écorégion)
Localisation

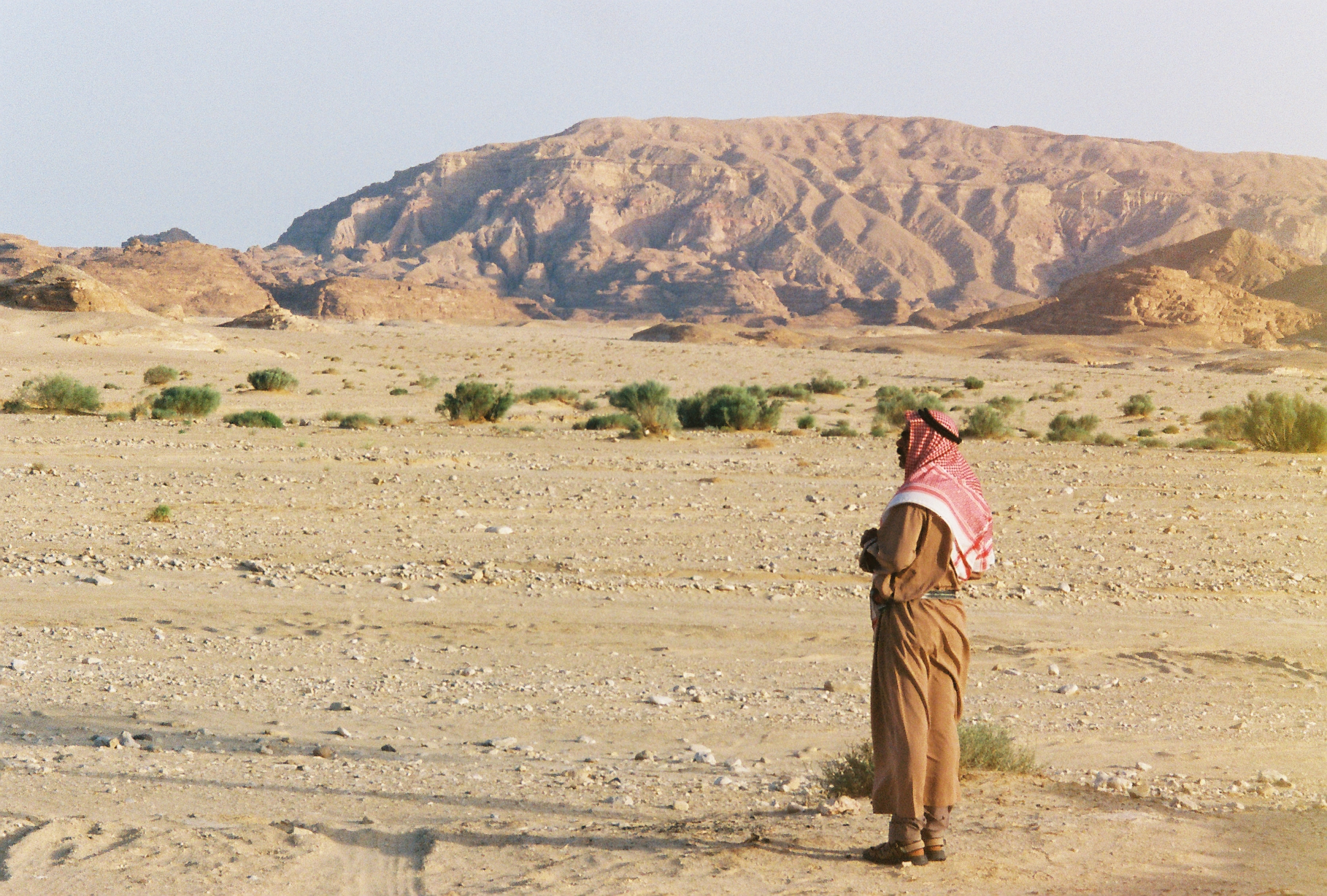
Nomade dans le Sinaï.

Le Sinaï forme une écorégion d'eau douce définie par le Fonds mondial pour la nature (WWF) et The Nature Conservancy (TNC). Elle recouvre la péninsule du Sinaï en Egypte, entre la Méditerranée, les bras de la Mer Rouge et les golfes de Suez et d'Aqaba.
La région ne compte aucun grand fleuve, mais plusieurs oueds (le plus grand étant le Wadi el-Arish) drainent les montagnes et forment de petites oasis à travers la péninsule. Pour cette raison, le Sinaï n'abrite qu'un seule espèce de poisson euryhalin : Aphanius dispar.